# São Pedro de Vade
São Pedro de Vade ist eine Gemeinde (Freguesia) im nordportugiesischen Kreis Ponte da Barca. In ihr leben 240 Einwohner (Stand 19. April 2021).